# 短面熊
短面熊（學名：Arctodus），又稱為熊齒獸，是一種生活於更新世北美洲已滅絕的熊，生活於大約1千8百萬年前至1萬1千年前。牠們是北美洲早期最常見的熊，尤其在加州，外觀可能類似現生的棕熊，但有較長的前肢以及更巨大的體型。短面熊屬下有2種：體型巨大的巨型短面熊（Arctodus simus）以及體型較小的倭短面熊（Arctodus pristinus），牠們的絕種被認為與新仙女木期導致的溫度驟降有關。短面熊現存親緣關係最近的近親為眼鏡熊。
短面熊學名 Arctodus 來自於希臘語，意思為「熊的牙齒」。

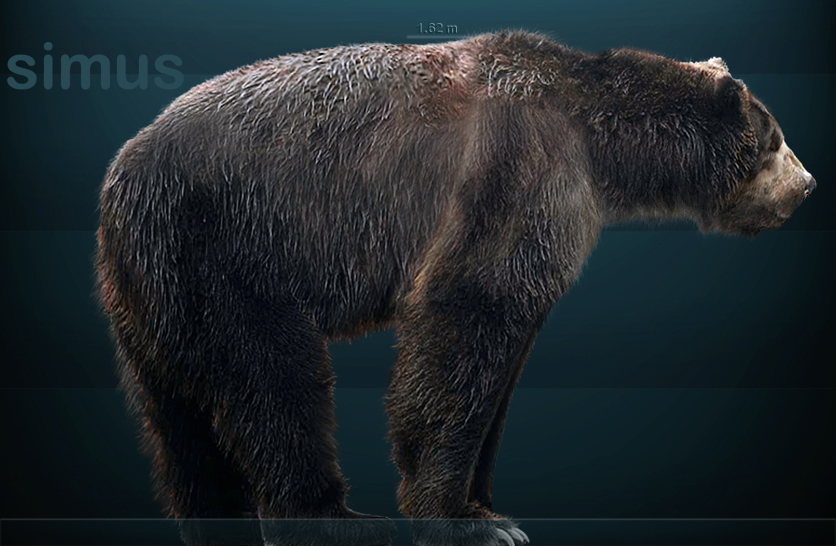
巨型短面熊（A. simus）復原圖

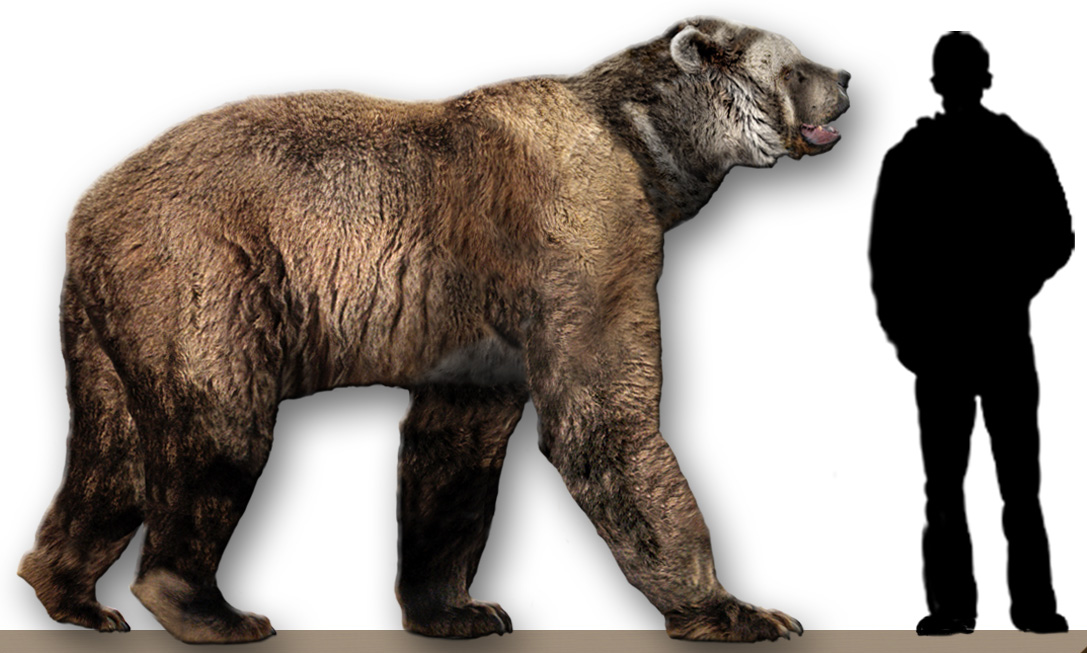
巨型短面熊（A. simus）與人體型大小比較

## 演化
短面熊屬於眼鏡熊亞科，演化自出現於晚中新世的上熊屬。在南北美洲生物大遷徙時，眼鏡熊亞科入侵南美洲，並且演化出細齒巨熊以及現存的眼鏡熊。雖然對短面熊的早期歷史所知甚少，牠後來於80萬年前堪薩冰川作用時期廣泛分布於北美洲。
巨型短面熊（Arctodus simus）最早出現在80萬年前中更新世時期的北美洲，分布範圍大致從阿拉斯加至密西西比州。巨型短面熊約在 11,600 年前絕種，化石最早發現於加州沙斯塔縣的 Potter Creek Cave。巨型短面熊是目前北美洲已知體型最大的陸域肉食性哺乳動物（次於細齒巨熊）。一具巨型短面熊的化石在印第安納州的羅切斯特出土，為目前所發現最完整的全身骨骼化石，樣本目前保存於芝加哥的菲爾德自然史博物館。
倭短面熊（Arctodus pristinus）分布於較南方的地區，包括北德州至東紐澤西州、阿瓜斯卡連特斯州、墨西哥。並且在佛羅里達州有大量化石出土，最早的樣本出自吉爾克里斯特郡。

## 描述
根據最近的研究，6具巨型短面熊的樣本中有2具估計個體體重約900（2,000磅），其中最重的為957（2,110磅）的編號 UVP 015 樣本，這代表著這樣體型的個體其實比之前預估的還常見。巨型短面熊後腳站起來時全高 2.4—3.0米（7.9—9.8英尺），而較大型的個體全高則可達 3.4—3.7米（11—12英尺）。四足行走時，肩高為 1.5—1.8米（4.9—5.9英尺），可以與人平視。在美國密蘇里州的河階洞中，科學家在4.6米（15英尺）高的牆面上發現熊的爪印，這代表著短面熊站起來的高度可以達到3.7米（12英尺）。